# Kraprød
Kraprød eller Orlogsrød er en rød farve, som findes i planten Rubia tinctorum.
Navnet kraprød stammer fra plantenavnet krap. Den specifikke art, som også kaldes kraprod eller farvekrap vokser ved Middelhavet.
Kraprød var i den romerske oldtid den rødeste farve, man havde til tøjfarvning. Senere fik man fra aztekerne kendskab til farvestoffet fra cochenillelusen.[kilde mangler]

## Den danske flådes anvendelse på orlogsflag
Der er for få eller ingen kildehenvisninger i dette afsnit, hvilket er et problem. Du kan hjælpe ved at angive troværdige kilder til de påstande, som fremføres.

Den danske flåde, begyndte at anvende orlogsrødt i orlogsflag, frem for den normale røde, omkring 1750 da flåden var meget aktiv i Middelhavet. Årsagen hertil har givetvis været den stedlige tilgang til farvematerialer og for at minimere forveksling mellem Dannebrog og Malteserordnens flag (hvor den lodrette hvide bjælke dog er centreret og flaget er rent rektangulært).